# Разъезд № 37
Разъезд № 37 — посёлок в Ишимском районе Тюменской области России. Входит в состав Дымковского сельского поселения.

## История
До 1917 года входил в состав Безруковской волости Ишимского уезда Тюменской губернии. По данным на 1926 год состоял из 15 хозяйств. В административном отношении входил в состав Безруковского сельсовета Жиляковского района Ишимского округа Уральской области.

## Население
| 2010 |
| ---- |
| 120  |

По данным переписи 1926 года на разъезде проживало 58 человек (26 мужчин и 32 женщины), в том числе: русские составляли 100 % населения.
Согласно результатам переписи 2002 года, в национальной структуре населения русские составляли 100 % из 98 чел.